# تپه قلعه اکبرخان
تپه قلعه اکبرخان مربوط به عصر مس و سنگ - دوره اشکانیان - اویل دوران‌های تاریخی پس از اسلام است و در شهرستان اسلام‌آباد غرب، بخش مرکزی، دهستان حسن‌آباد، ۳۰۰ متری شرق روستای حسن‌آباد واقع شده و این اثر در تاریخ ۶ اسفند ۱۳۸۵ با شمارهٔ ثبت ۱۷۵۷۸ به‌عنوان یکی از آثار ملی ایران به ثبت رسیده است.